# Lemniscomys zebra
Lemniscomys zebra — вид гризунів родини Мишові (Muridae). Він зустрічається в Беніні, Буркіна-Фасо, Чаді, Демократичній Республіці Конго, Кот-д'Івуарі, Гамбії, Гані, Гвінеї, Гвінеї-Бісау, Кенії, Малі, Нігері, Нігерії, Сенегалі, Судані, Танзанії, Того, Уганді та, можливо, Ефіопія. Його природними середовищами існування є вологі савани, субтропічні або тропічні вологі чагарники, орні землі та плантації.